# Чорноморець Володимир Павлович

Володимир Павлович Чорноморець (13 червня 1891 — † 197?) — підполковник Армії УНР.

## Біографія
Народився у м. Вінниця. Закінчив Васильківське міське училище.
З 1912 р. — рядовий лейб-гвардії Уланського Його Величності полку (Варшава), у складі якого брав участь у Першій світовій війні. Останнє звання у російській армії — корнет.
У 1917 р. брав участь в українізації 2-го гвардійського Уланського полку. У 1918 р. служив у складі 8-го кінного Українського полку Армії  Української Держави, з частиною якого згодом перейшов на бік військ Директорії. 29 травня 1919 р. з кадром 30-го кінного Українського полку влився до Окремого кінного дивізіону, який 4 липня 1919 р. було розгорнуто у 1-й кінний ім. М. Залізняка полк Дієвої армії УНР, був командиром 2-ї сотні цього полку. З осені 1919 р. — командир окремої кінної сотні штабу Волинської групи, потім — Збірної Волинської дивізії Дієвої армії УНР, на чолі якої брав участь у  Першому Зимовому поході. Згодом — командир окремої кінної сотні штабу 2-ї Волинської дивізії Армії УНР. У 1920—1923 рр. — помічник командира 2-го кінного полку ім. І. Мазепи Армії УНР.
З 1924 р. мешкав на еміграції у Франції, у м. Альгранж. Тривалий час був заступником голови Товариства вояків Армії УНР у Франції, помер у 70-х рр.